# 拉法葉鎮區 (印地安納州麥迪遜縣)
拉法葉鎮區（英語：Lafayette Township）是位於美國印地安納州麥迪遜縣的一個行政鎮區。

## 地方資料
根據2010年美國人口普查的數據，拉法葉鎮區的面積為91.40平方千米，當中陸地面積為91.40平方千米，而水域面積為0.00平方千米。當地共有人口5275人，而人口密度為每平方千米57.71人。